# Бетапродин
Бетапродин — опиоидный анальгетик, один из изомеров продина. Анальгетическая сила примерно в 5 раз больше, чем у другого изомера — альфапродина, однако бетапродин метаболизируется быстрее. В настоящий момент в медицинской практике не используется.
В России Бетапродин входит в Список I Перечня наркотических средств, психотропных веществ и их прекурсоров, подлежащих контролю в Российской Федерации (оборот запрещён).